# Synagoge (Meudt)
Die Synagoge in Meudt, einer Ortsgemeinde im Westerwaldkreis in Rheinland-Pfalz, war eine Synagoge, die 1880/81 gebaut und während der Novemberpogrome 1938 zerstört wurde. Die Synagoge stand in der Kirchstraße 23.

## Geschichte
Die jüdische Gemeinde Meudt erwarb 1835 in der Kirchstraße 15 ein Gebäude, das zu einer Synagoge umgebaut wurde. Da diese 1879 abbrannte, wurde 1880/81 eine neue Synagoge errichtet, die am 5. August 1881 feierlich eingeweiht wurde.

## Architektur
Die Fassade des freistehenden Backsteinbaus wurde durch Zahnfriese, auch deutsches Band bezeichnet, in drei Geschosse gegliedert. Die mit schmalen Fenstern versehenen Ecktürme wurden von polygonalen Haubendächern überkuppelt. In den Ecktürmen waren einfachere Portale, dies waren die Zugänge zu den Frauenemporen, während das höhere Mittelportal, der Zugang der Männer, von Säulen flankiert wurde, auf denen die Archivolte ruhte. In das Giebelfeld über diesem Portal war ein Dreipass mit den Gesetzestafeln eingelassen. Darüber befand sich ein großes Kreisfenster und in den Giebel war ein schmales Fenster eingefügt. Die Traufseiten waren durch zwei Strebepfeiler gegliedert und mit gekuppelten Fenstern versehen.

## Zeit des Nationalsozialismus
Am 10. November 1938 wurde die Synagoge durch SS- oder SA-Männer aus Westerburg geschändet und niedergebrannt. Die vier Torarollen wurden durch die Brüder Ludwig und Kurt Falkenstein rechtzeitig gerettet.
Am 2. September 1942 wurden 14 Personen aus Meudt in das KZ Theresienstadt deportiert. Davon starben bis 1944 im Ghetto fünf Personen, weitere fünf Personen wurden in das KZ Auschwitz überstellt und vier Personen kamen am 29. September 1942 mit dem Transport „Bs“ nach Maly Trostinec bei Minsk.

## Gedenken

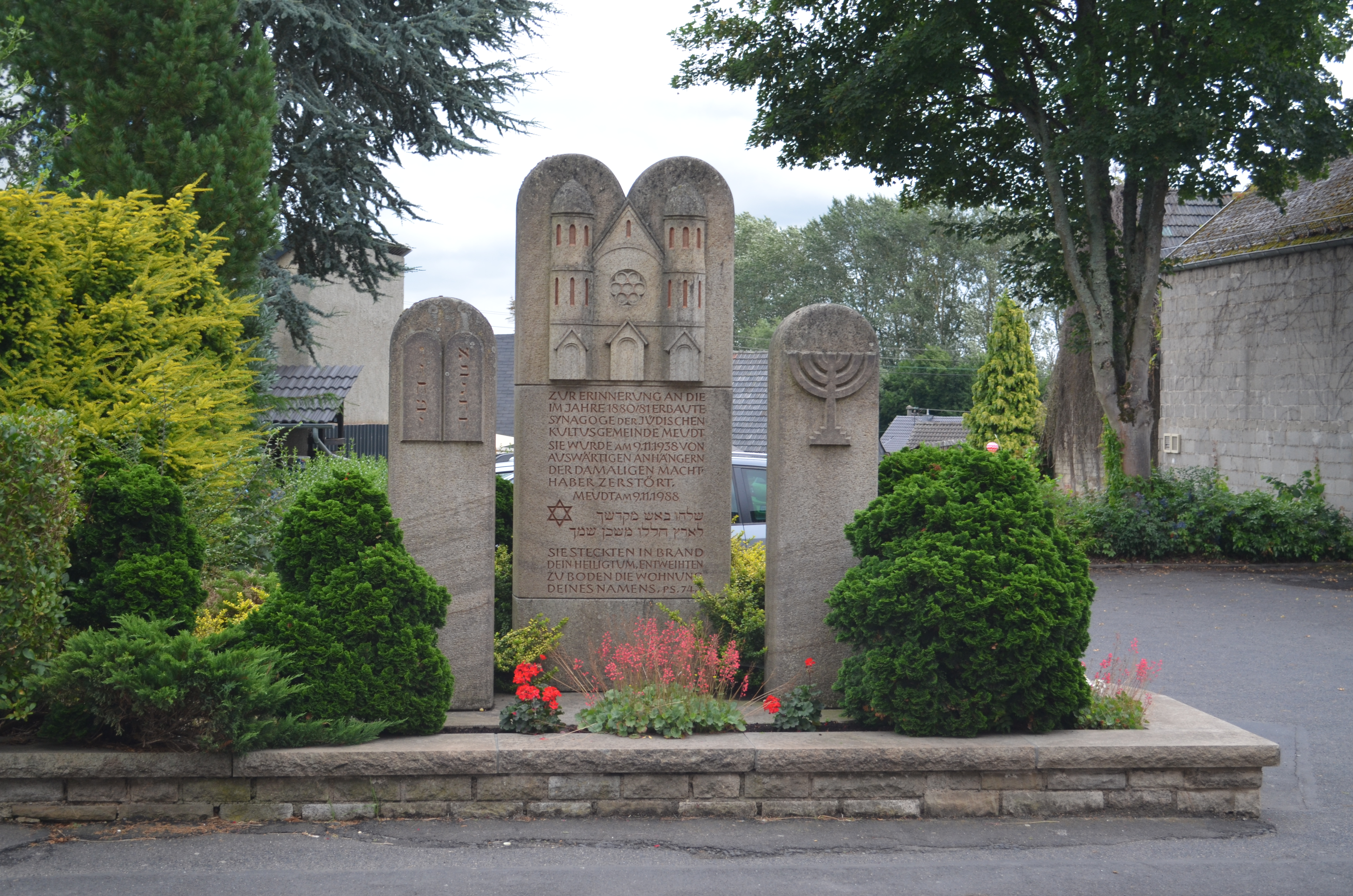
Denkmal zur Erinnerung an die Synagoge in Meudt

Im Jahr 1988 wurde ein Gedenkstein mit einer Abbildung der Synagoge, den Gesetzestafeln und der Menora aufgestellt. Die Inschrift lautet: Zur Erinnerung an die im Jahre 1880/81 erbaute Synagoge der jüdischen Kultusgemeinde Meudt. Sie wurde am 9.11.1938 von auswärtigen Anhängern der damaligen Machthaber zerstört. Meudt, am 9.11.1988. Auf Hebräisch und Deutsch folgt: Sie steckten in Brand dein Heiligtum, entweihten zu Boden die Wohnung deines Namens. Psalm 74,7.